# 目指せ! スーパースター
『目指せ! スーパースター』（原題:The Main Event）は、2020年に配信されたアメリカ合衆国のコメディ映画である。監督はジェイ・カラス、主演はセス・カーが務めた。

## ストーリー
レオ少年はWWEのスーパースターになることを夢見ており、祖母のデニースはそんなレオを応援していた。そんなある日、登校中のレオは同級生からプロレスファンであることをからかわれ、そのまま揉み合いになったが、担任のカートライト先生が割って入った。レオは喧嘩両成敗ということで校長から叱責された。放課後、いじめっ子たちは懲りずにレオをからかい、自転車に乗って彼を執拗に追い回した。レオが売り家に身を隠したところ、その家の中にレスラー用のマスクが保管されているのを見つけた。家の管理者の許可を得て、レオはそのマスクを持ち帰ることにした。帰宅したレオの目に飛び込んだのはWWEが主催するオーディションのコマーシャルであった。しばらくして、レオは父親（スティーヴ）が家賃の工面に難儀していることを知った。
レオが自室でマスクを被った瞬間、自己の内側からとてつもないパワーが湧き出てくるのを感じた。グーグルでそのマスクについて調べたところ、ある伝承に辿り着いた。その伝承によると、マスクは真にチャンピンオンに値する者のみにパワーを与えるというのである。翌日、マスクを付けたレオがはいじめっ子に立ち向かい、あっという間に組み伏せた。その光景を見た同級生のエリカは感動し、2人は友人になった。レオは密かにエリカのことを好いており、予期せぬ幸運に喜びを感じるのだった。ところが、レオはまたしても喧嘩両成敗ということで叱責され、自宅で謹慎させられる羽目になった。
理不尽に憤るレオだったが、不意に先日見たコマーシャルのことを思い出し、オーディションに出場することにした。

## キャスト
※括弧内は日本語吹き替え。
- レオ - セス・カー（松本惣己）
- デニース - ティシーナ・アーノルド（永吉ユカ）
- スティーブ - アダム・パリー（三上哲）
- フランキー - ケン・マリーノ（稲田徹）
- リヤズ - アリヤン・シンハードリ（石井瑠音）
- エリカ - モモナ・タマダ（遠藤璃菜）
- ケイレブ - グレン・ゴードン（永竹功幸）
- スムーズ・オペレーター - キース・リー（拝真之介）
- サムソン - ババテュンデ・アエグブシ
- トレバー - ジョシュ・ザハリア
- メイソン - ダラス・ヤング
- ルーク - ボディ・サボンギ
- 本人 - コリー・グレイブス
- 本人 - レニー・ヤング
- 本人 - コフィ・キングストン
- 本人 - シェイマス
- 本人 - ザ・ミズ
- カートライト先生 - ルイス・ゲスト
- 悪役レスラー - ニコラ・ボゴイェビッチ
- レスリー - ミア・イム

日本語吹き替え版その他の出演者
宮本崇弘、末長柊人、小林操、所河ひとみ、大河元気、内海安希子、梶川翔平、中村達也、小野寺悠貴、黒田浩一、吉村英里子、モアイ岩下、山橋正臣、大野香織
日本語吹き替え版スタッフ
- スタジオ - 株式会社 東北新社
- 翻訳 - 佐藤恵子
- 演出 - 日向泰祐
- 調整 - 首藤智愉

## 製作・マーケティング
2019年6月19日、セス・カー、ティシーナ・アーノルド、アダム・パリー、ケン・マリーノがキャスト入りした。同月、本作の主要撮影がカナダのバンクーバーで始まった。2020年3月27日、ルパート・パークスが本作で使用される楽曲を手掛けていたとの報道があった。同日、本作のオフィシャル・トレイラーが公開された。

## 評価
本作に対する批評家の評価は芳しいものではない。映画批評集積サイトのRotten Tomatoesには17件のレビューがあり、批評家支持率は29%、平均点は10点満点で4.97点となっている。また、Metacriticには8件のレビューがあり、加重平均値は51/100となっている。